# Willy Suter
Willy Suter (* 3. Juli 1918 in Basel; † 19. März 2002 in Genf, heimatberechtigt in Anières, Lengnau und Winterthur) war ein Schweizer Maler, Lithograf und Kunstpädagoge.

## Leben und Werk
Willy Suter besuchte von 1939 bis 1941 die Kunstgewerbeschule Zürich, wo er u. a. von Ernst Gubler unterrichtet wurde. Ab 1942 war er an der Schule der Schönen Künste in Genf ein Schüler von Alexandre Blanchet. Später unterrichtete er an der Kunstschule.
Suter war ab 1946 Mitglied der Künstlergruppe Winterthur und Mitglied der Sektion Genf der GSMBA. Er war mit den Künstlern Alberto Giacometti und Charles Rollier befreundet. Ab 1948 war er Mitglied der Groupe des Corps Saint de Genève.
Willy Suter nah an zahlreichen Gruppenausstellungen im In- und Ausland teil. 1968 wurden seine Werke in einer Retrospektive im Museum Rath in Genf gezeigt. Seine Werke sind in den Sammlungen der Kunstmuseen von Genf, Aarau, Winterthur, St. Gallen und Thun vertreten.